# تضخم العقد اللمفية النقيري ثنائي الجانب
تضخُّم العُقَد اللِّمْفيَّة النَقيريّ ثُنائِيُّ الجانب (اختصارًا BHL) هو تضخمٌ ثنائي الجانب في العقد اللمفية الموجودة في نقير الرئة [الإنجليزية]. يُعد مصطلحًا مرتبطًا بالتصوير الشعاعي لتضخم العقد اللمفية المنصفية، وغالبًا ما يُحدد عبر تصوير الصدر بالأشعة السينية.

## الأسباب
تتضمن أسباب تضخم العقد اللمفية النقيري ثنائي الجانب ما يلي:
- الساركويد[2]
- العدوى
  - السل[2]
  - عدوى فطرية[2]
  - المفطورة
  - الحثل الشحمي المعوي (داء ويبل)[3][4]
- خباثة
  - لمفوما[2]
  - سرطانة
  - أورام منصفية
- مرض الغبار غير العضوي
  - سحار سيليسي[5][6][7]
  - تسمم بالبيريليوم[7]
- التهاب الأسناخ الأرجي الخارجي
  - مثل رئة محبي الطيور [الإنجليزية]
- توجد أيضًا أسباب أقل شيوعًا:[بحاجة لمصدر]
  - متلازمة شيرغ ستراوس
  - فيروس العوز المناعي البشري
  - التهاب فرط التحسس الرئوي
  - داء ستيل البادئ في البالغين[8]